# Mykoła Sawołajnen
Mykoła Sawołajnen (ukr.: Микола Саволайнен, ur. 25 marca 1980) – ukraiński lekkoatleta, trójskoczek.

## Osiągnięcia
- srebrny medal halowych mistrzostw Europy (Madryt 2005)
- brąz Uniwersjady (Izmir 2005)

Sawołajnen dwukrotnie reprezentował Ukrainę na igrzyskach olimpijskich, w Atenach w 2004 zajął 20. miejsce w eliminacjach, 4 lata później w Pekinie zajął 16. lokatę w eliminacjach ponownie nie kwalifikując się do finału.

## Rekordy życiowe
- trójskok - 17.30 (2007)
- trójskok (hala) - 17.16 (2004)